# Karl Roemer (Jurist)
Karl Josef Roemer (* 30. Dezember 1899 in Völklingen; † 21. Dezember 1984 in Luxemburg) war ein deutscher Jurist. Von 1953 bis 1973 war Roemer der erste deutsche Generalanwalt beim Gerichtshof der Europäischen Gemeinschaften.

## Leben
Roemer absolvierte nach dem Kriegsdienst ein Studium der Volkswirtschaftslehre und der Rechtswissenschaften in Köln, München, Freiburg und Bonn. In München, wo er von 1925 bis 1929 studierte, schloss er sich dem Corps Germania an.
Nach dem Examen fand Roemer zuerst eine Anstellung als Gerichtsassessor und später als Richter in Köln, bevor er 1932 zur Bank für deutsche Industrieobligationen wechselte. Von 1933 bis 1937 arbeitete Roemer für die Deutsche Industriebank, danach war er von 1937 bis 1946 als Rechtsanwalt in Berlin tätig. 1940 fungierte er als Vertreter des deutschen Verwalters der britischen Banken in Frankreich.
Nach dem Ende des Krieges war Roemer als Verteidiger in alliierten Kriegsverbrecherprozessen und als Rechtsanwalt beim Landgericht und Oberlandesgericht Saarbrücken tätig. Zwischen 1947 und 1952 standen Roemers Tätigkeiten vor allem im Zusammenhang mit ausländischem Recht, so mit der Vertretung deutscher Interessen vor Behörden und Gerichten der Besatzungsmächte sowie vor ausländischen Behörden und Gerichten. Hinzu traten Sondermissionen für die Bundesregierung vor der Errichtung diplomatischer Dienststellen im Ausland und von 1947 bis 1948 die Beteiligung an den Arbeiten der Sonderstelle Geld und Kredit in Homburg zur Vorbereitung der Währungsreform.
Das Jahr 1948 sah Roemer für kurze Zeit als Leiter der Rechtsschutzstelle des Roten Kreuzes für die französische Zone, danach folgten von 1949 bis Ende 1952 drei Jahre als Berater der Bundesregierung in Fragen des internationalen Rechts und der ausländischen Gesetzgebung.
Von 1953 bis 1973 war Roemer schließlich erster deutscher Generalanwalt beim gemeinsamen Gerichtshof der Europäischen Gemeinschaften.